# Cyclaspis cheveyi
Cyclaspis cheveyi är en kräftdjursart som beskrevs av Fage 1945. Cyclaspis cheveyi ingår i släktet Cyclaspis och familjen Bodotriidae. Inga underarter finns listade i Catalogue of Life.